# Половинное (Барабинский район)
Половинное — деревня в Барабинском районе Новосибирской области. Входит в состав Устьянцевского сельсовета.

## География
Площадь деревни — 17 гектар

## История
Основана в 1849 г. В 1926 году состояла из 38 хозяйств, основное население — русские. В составе Устьянцевского сельсовета Барабинского района Барабинского округа Сибирского края.

## Население
| 1926 | 2002 | 2007 | 2010 |
| ---- | ---- | ---- | ---- |
| 182  | ↘173 | ↘168 | ↘138 |

## Инфраструктура
В деревне по данным на 2007 год функционируют 1 учреждение здравоохранения, 1 образовательное учреждение.